# سرواریکس
سرواریکس (به انگلیسی:Cervarix) نوعی واکسن است که برای جلوگیری از عفونت ناشی از سرطان ویروس اچ پی وی پاپیلومای انسانی (HPV) کاربرد دارد.
این واکسن برای جلوگیری از عفونت ناشی از دو نوع خطرناک این ویروس یعنی انواع 18 و 16 HPV تولید شده‌است، این دو نوع ویروس عامل حدود ۷۰٪ موارد سرطان دهانه رحم است. همچنین این نوع ویروس‌ها باعث ایجاد سرطان گردن رحم، ناحیه تناسلی، نئوپلازی داخل صفاق و آدنوکارسینوما می‌شوند. به علاوه این واکسن می‌تواند در مدت زمان طولانی موجب افزایش قدرت سیستم ایمنی بدن شود. واکسن Cervarix را می‌توان به عنوان جایگزین واکسن گارداسیل (Gardasil) معرفی نمود. واکسن سرواریکس ساخت شرکت گلاکسواسمیت‌کلاین، یک شرکت داروسازی چند ملیتی انگلیسی است که مقر آن در برنتفورد لندن است.
مؤسسه ملی سرطان در آمریکا اعلام کرده که این واکسن برای دختران و پسران ۱۰ تا ۲۵ سال قابل استفاده است، البته می‌توان این واکسن را تا قبل از سن ۴۵ سالگی نیز تزریق نمود.

## دستور تزریق واکسن
واکسیناسیون با Cervarix شامل تزریق ۳ دوز ۰٫۵ میلی لیتری از این واکسن است که واکسن دوم در فاصله یک ماه و واکسن سوم در فاصله شش ماه تزریق می‌شود. محل تزریق این واکسن معمولاً بازو است.

## محدودیت اثربخشی
یکی از معایب واکسن سرواریکس محافظت محدود است. زیرا این واکسن تنها شامل دو نوع ویروس HPV 16 و ۱۸ بوده و در برابر سایر انواع این ویروس‌ها محافظتی ایجاد نمی‌کند؛ بنابراین توصیه می‌شود زنانی که واکسینه شده‌اند، همچنان به روش‌های غربالگری سرطان بپردازند.
واکسن جدیدتر HPV توسط شرکت گلاکسواسمیت‌کلاین در حال توسعه بود اما در سال ۲۰۲۴ این شرکت اعلام کرد که توسعه آن را به دلیل تمرکز بر روی فناوری‌های متمایز خود متوقف کرده است.

## محافظت متقاطع
طبق مطالعات انجام شده درباره سرواریکس، این واکسن علاوه بر سویه های ۱۶ و ۱۸ موجود در واکسن، علیه سایر سویه‌های سرطان‌زا از جمله ۳۱، ۳۳ و ۴۵ ایمنی زایی و محافظت بیشتری نسبت به گارداسیل ۴ در برابر ایجاد بافت پیش‌سرطانی نئوپلازی درون‌اپیتلیومی دهانه رحم با گرید ۲ و بیشتر ایجاد میکند. همچنین برای سرواریکس علیه سویه های ۵۱، ۵۲ و ۵۶ نیز محافظت متقاطع مشاهده شده است.

## عوارض جانبی
شایع‌ترین اثرات جانبی موضعی در کمتر از ۲۰٪ بیماران درد، قرمزی و تورم در محل تزریق است. همچنین شایعترین عوارض جانبی غیر معمول شامل خستگی، سردرد، درد عضلانی (میالژی)، علائم گوارشی و درد مفاصل (آرترالژی) می‌باشد. در نظر داشته باشید لاتکس موجود در سرنگ‌های واکسیناسیون ممکن است موجب واکنش‌های آلرژیک در افراد حساس به لاتکس شود.